# 胡安·奥尔马埃切亚
胡安·奥尔马埃切亚·卡松（西班牙語：Juan Hormaechea Cazón，1939年6月5日—2020年12月1日），西班牙政治人物，曾任桑坦德市长、坎塔布里亚自治区政府主席。

## 生平
1939年生于桑坦德。毕业于奥维耶多大学法学专业。1973年当选桑坦德市议会议员。1976年任第一副市长。1977年当选市长。1987年作为人民联盟候选名单中的无党籍独立人士当选坎塔布里亚自治区政府主席。1990年6月开放的卡瓦尔塞诺自然公园是他政治生涯的里程碑之一。该地原来是废弃的矿山，如今已经成为旅游标志之一。当时该议案曾因巨大的投资额受到反对派的猛烈抨击。
1990年12月，由人民党、坎塔布里亚社会党、坎塔布里亚地区主义党、民主与社会中间派联名发动不信任动议罢免了他的主席职务。1991年，他另行成立坎塔布里亚进步联盟，在同年举行的地方选举中获得支持，在坎塔布里亚自治区议会中获得15个议席，位居第二。尽管少于社会党的16个，但他在人民党的支持下得以当选主席。
1994年10月24日，坎塔布里亚高等法院以贪污罪和欺诈罪判处他6年零1日有期徒刑，剥夺政治权利14年。1995年10月，被西班牙首相费利佩·冈萨雷斯赦免。
2020年12月1日逝世，享壽81歲。